# Clà Riatsch
Clà Riatsch (* 11. April 1956 in Ramosch) ist ein Schweizer Romanist.

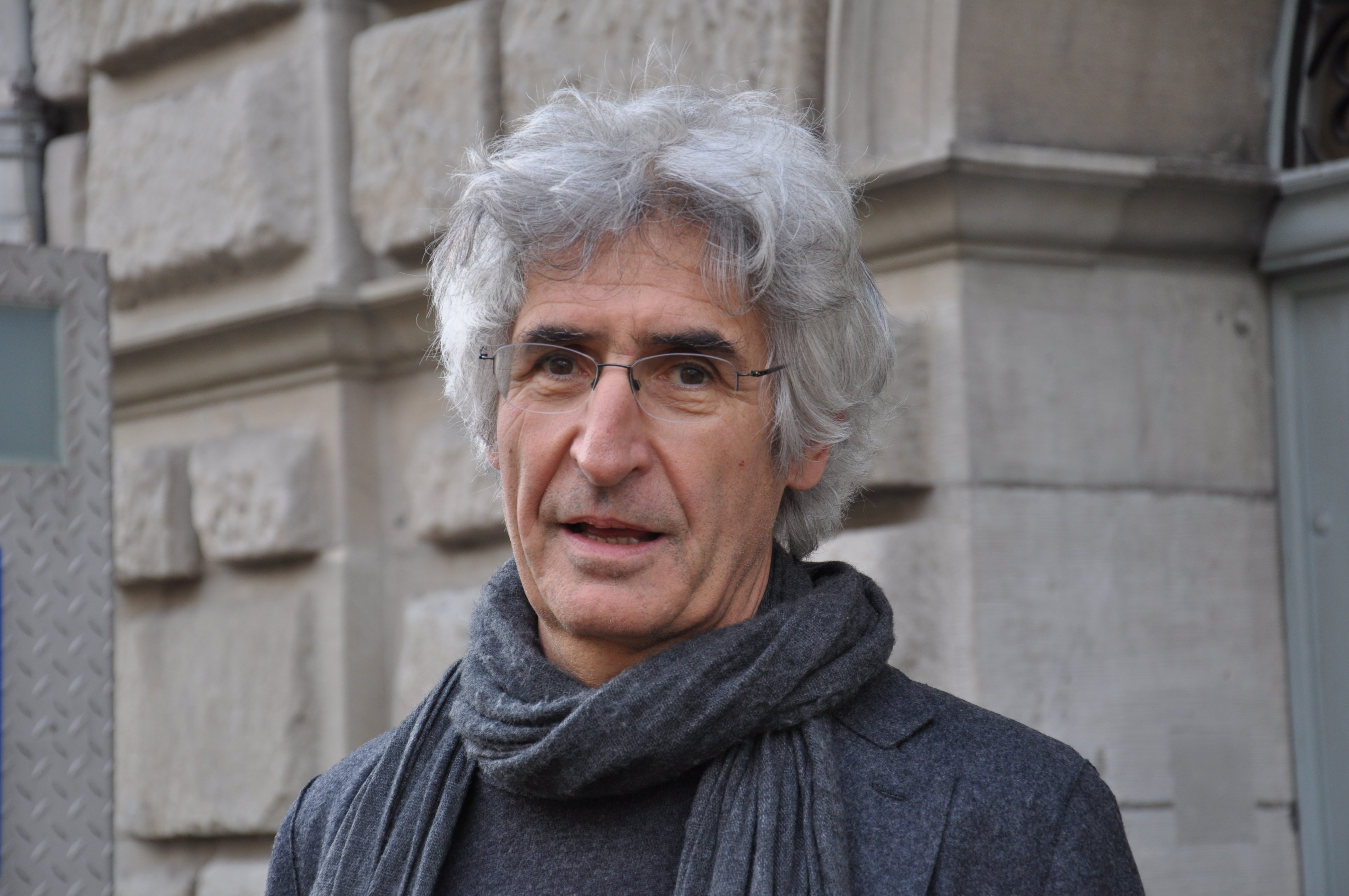
Clà Riatsch (2017)

## Leben und Wirken
Clà Riatsch besuchte die Schulen in Ramosch und Chur. Er studierte von 1976 bis 1983 Italienische Literatur, Romanische Philologie und Alte Geschichte an der Universität Bern. 1986 promovierte er über Carlo Emilio Gadda. Von 1987 bis 1991 war er Mitarbeiter des Nationalfondsprojekts «Literatur und Kleinsprache» unter der Leitung von Iso Camartin. Daraus ging seine Studie Literatur und Kleinsprache über die bündnerromanische Literatur seit 1860 hervor.
Riatsch hatte Lehraufträge an der Universität Bern, der ETH Zürich und an den Universitäten Neuenburg und Freiburg inne. 1997 habilitierte er. Von 2001 bis 2017 war er Professor für rätoromanische Sprach- und Literaturwissenschaft an der Universität Zürich und gleichzeitig Gastdozent an der Universität Freiburg im Üechtland. Von 2012 bis 2014 war er zudem Jurymitglied des Schweizerischen Literaturpreises.
2016 erhielt er den Preis RTR.G für das Engagement für die rätoromanische Sprache und Literatur.

## Publikationen (Auswahl)

### Bücher
- Pathos und Parodie. Inversionslagen in der bündnerromanischen Literatur. Shaker, Aachen 2015 (312 S.).
- Die Stimmen des Windes. Zum Engadin-Mythos bei Andri Peer. Romanica Raetica. 18, SRR, Chur 2010 (211 S.).
- «Viva il Wille!» Deutsch in Texten von Malaparte, Spinella, Revelli, Levi, Eco, Camilleri, Orelli. Shaker, Aachen 2007 (212 S.).
- Mehrsprachigkeit und Sprachmischung in der neueren bündnerromanischen Literatur. In: Bündner Monatsblatt. Chur 1998 (Habilitationsschrift, 446 S.).
- Literatur und Kleinsprache. Studien zur bündnerromanischen Literatur seit 1860. In: Romanica Raetica. 11–12, Desertina, Disentis 1993 (zusammen mit L. Walther, 924 S.).
- Dissertation über Carlo Emilio Gadda (1986).
- Lizenziatsarbeit über Luigi Pirandello (1982).

### Artikel (Auswahl)
- «Chara lingua…». Tradiziuns ed inversiuns en poesias da lingua rumantschas. In: ASR. 132, 2019, S. 127–159 (zusammen mit Renata Coray).
- Mussar e laschar en la sumbriva. Luzius Keller e sia translaziun da lirica rumantscha (Postfacziun). In: Luzius Luzius: Quarta Lingua Quadrophon. Versuche zur Übersetzung rätoromanischer Lyrik. CER, Chur 2018, S. 89–99.
- Zwischen «Fahrplan» und «far plan». Zur literarischen Mehrsprachigkeit in der bündnerromanischen Literatur. In: Ch. Baumberger, M. Carbone, A. Ganzoni (Hrsg.): Sigls da lingua. Sprachsprünge. Salti di lingua. Poetiken literarischer Mehrsprachigkeit in Graubünden. Chronos, Zürich 2018, S. 65–83.
- «Minchatant per üna jada / nu fa mal üna pizchada». Our dad ün relasch da Chasper Po (1856–1936). In: ASR. 130, 2017, S. 109–130.
- Der Schnee und die Zeichen. In: Quarto. 44, 2017, S. 17–26.
- «Passivas / laschan / utschels vi dal tschêl.» Ün pêr prouvas da leger vers da Dumenic Andry. In: Dumenic Andry, Sablun. CER, Chur 2017, S. 93–105.
- L’ascesa in cielo dei cacciatori griogionesi. In: Leo Tuor: Settembrini. Vita e opinioni. Übersetzung Walter Rosselli. Edizioni Sottoscala, Bellinzona 2017, S. 191–196.
- «Bun cuolp» e «sclingida sonora». Poesia illa prosa dad Andri Peer. In: Andri Peer: Prosa 1945–1985. Hrsg. A. Ganzoni. Chasa Editura Rumantscha, Chur 2016, S. 562–577.
- Pathetisches und ironisches «Lob des Alten» in der bündnerromanischen Literatur. In: F. Vicario (Hrsg.): Ad limina Alpium. VI Colloquium Retoromanistich. Societât filologjiche furlane, Udine 2016, S. 427–455.
- Üna bella pulenta. Mangiar e baiver en texts rumantschs. In: ASR. 128, 2015, S. 139–162.
- Le «miserabile memorie» di Florin Lozza. Alcune impressioni. In: Florin C. Lozza: Le mie memorie. Hrsg. S. Bianconi, F. Nussio. Franco Cesati Editore, Florenz 2015, S. 7–21.
- Il «giuvaret stacho da sa corda». Gös satirics da Reto Caratsch. In: ASR. 127, 2014, S. 107–119.
- Fluss oder Strom? Zum Inn-Motiv in der Engadiner Lyrik. In: Piz. Nr. 47, 2014, S. 32–35.
- Andri Peers «altes Romanisch». In: G. Darms, C. Riatsch, C. Solèr, C. (Hrsg.): Akten des V. Rätoromanistischen Kolloquiums / Actas dal V. Colloqui retoromanistic. Lavin 2011. Francke, Tübingen 2013, S. 303–314.
- Ils menus da Giovannes Mathis. In: ASR. 126, 2013, S. 41–53.
- «Mia poesia ais ün disegn». A reguard poesia e pittüra pro Andri Peer. In: Litteratura. 32, 2013, S. 53–63, 211 f.
- «Bes-chas cha vo eschat!» La be-scha illa litteratura rumantscha (2). In: Chalender Ladin. 104, 2013, S. 80–85.
- «Ils usous sun per mazzar.» La bes-cha illa litteratura rumantscha (1). In: Chalender Ladin. 103, 2012, S. 78–84.
- Luce e ombra. La poesia di Luisa Famos. In: Luisa Famos: Tutto si rinnova. Casagrande, Bellinzona 2012, S. 115–122
- Figüras da la memoria illa prosa da Jon Semadeni. In: ASR. 124, 2011, S. 231–240.
- Davo tants ons. In: Oscar Peer: La rumur dal flüm. CER, Chur 2011, S. 311–317.
- Ideologia linguistica e maschera satirica. Reto Caratsch e Giuseppe Gangale. In: M. Iliescu, H. Siller-Runggaldier, P. Danler (Hrsg.): Actes du XXVe Congrès International de Linguistique et Philologie Romanes (CILPR 2007). Innsbruck, 2.9.2007 – 8.9.2007. Tome VII. De Gruyter, Berlin 2010, S. 113–122.
- Tourismus und Touristen in der bündnerromanischen Literatur. In: R. Charbon, C. Jäger-Trees, D. Müller (Hrsg.): Die Schweiz verkaufen. Wechselverhältnisse zwischen Tourismus, Literatur und Künsten seit 1800. Chronos, Zürich 2010, S. 213–228.
- Sterbende Sprache, sprechende Natur. Poetische Sprachmythen in der bündnerromanischen Literatur. In: filadressa. 05:09, Kontexte der Südtiroler Literatur. Hrsg. Monika Obrist. Edition Raetia, 2009, S. 99–105.
- Auf der Suche nach Reichtum und Weisheit. Nachwort zu: Die Jugendjahre des Johannes Barandun (1864). Hrsg.: C. Collenberg. SRR, Chur 2009, S. 325–338.
- Den Anschluss verpasst? In: Literatur in Romanischbünden: Tradition und Innovation. In: Viceversa. 3, 2009, S. 111–118.
- Der Magen der Alten. Zur Symbolik des Essens in der bündnerromanischen Literatur. In: Ernährung und Gesundheit in den Alpen. In: Histoire des Alpes, Storia delle Alpi, Geschichte der Alpen. 2008/13. Chronos, Zürich 2008, S. 61–74.
- Il «jau» en la lirica dad Andri Peer. In sondagi. In: D. Andry, R. Caduff, A. Ganzoni, C. Riatsch: Invista en il project Tradiziun e moderna en la lirica dad Andri Peer. In: ASR. 121, 2008, S. 131–184, ibid. S. 169–178.
- Ün on o trais decennis? Da che temp quinta «La müdada»? In: A. Ganzoni, C. Riatsch (Hrsg.): Lectüras da «La müdada». Verlag Bündner Monatsblatt, Chur 2008, S. 151–158 (zusammen mit Jon Mathieu).
- Literatur der rätoromanischen Schweiz (18.–20. Jahrhundert). In: P. Rusterholz, A. Solbach (Hrsg.): Schweizer Literaturgeschichte. Metzler, Stuttgart/Weimar 2007, S. 497–506.
- Zücher e sal. Cuntrasts ed ambivalenzas in «Il commissari da la cravatta verda» da Reto Caratsch. In: ASR. 120, 2007, S. 47–69.
- Traditionen und Traditionsbrüche im bündnerromanischen Sprachgedicht. In: F. Vicario (Hrsg.): Ladine loqui. IV Colloquium Retoromanistich. Società Filologica Friulana, Udine 2007, S. 199–233 (zusammen mit Renata Coray).
- Zu Andri Peers «Ars poetica». In: Versants. 51, n.s., 2006, S. 183–199.
- Jakob Christoph Heer: «Der König der Bernina». Sverguognada profanaziun, arte o artifizi. In: Chalender Ladin. 97, 2007, S. 86–93 (zusammen mit Mirta Nicolay und Rico Valär).
- Fantastic-romantic-farmaceutic: Chasper Po e l’«Odol». In: Chalender Ladin. 96, 2006, S. 79–83.
- Stilizzazioni letterarie di un contro-discorso alpino. Alcuni esempi retoromanci. In: M. Mathieu, S. Boscani Leoni (Hrsg.): Die Alpen! Les Alpes! Zur europäischen Wahrehmungsgeschichte seit der Renaissance. P. Lang, Bern/Berlin 2005, S. 419–427.
- «Ina gustusa minestra?» In tschercha dad ingredienzas da «La müdada» da Cla Biert. In: ASR. 118, 2005, S. 57–91.
- Diesseits und jenseits des Stereotyps. Deutsch und Deutsches in Texten aus der italienischen Schweiz. In: Ch. Baumberger, S. Kolberg, A. Renken (Hrsg.): Literarische Polyphonien in der Schweiz, Variations. 6. Lang, Bern/Berlin 2004, S. 105–121.
- Ils retuorns da Joannes. Cun leger «Sco scha nüglia nu füss» da Rut Plouda. In: ASR. 117, 2004, S. 77–91.
- Cla Biert (1920–1981). Les choses qui pleurent et qui rient. In: Feuxcroisés. Nr. 5, 2003, S. 133–146.
- Zu Poesie und Mythos bei Andri Peer. In: Ladinia. XXVI–XXVII, 2002–2003, S. 367–377.
- Dichter, Reimer, Herausgeber: Peider Lansel und Chasper Po. In: S. Cudré-Mauroux, A. Ganzoni, C. Jäger-Trees, C. (Hrsg.): Vom Umgang mit literarischen Quellen. Slatskine, Genf/Bern 2002, S. 137–157.
- «Quei ei miu joint…». Critica e parodia da «Il pur suveran» da G. A. Huonder. In: ASR. 115, 2002, S. 115–132.
- Ein Dichter und ein Reimer? Zum Verhältnis von Peider Lansel und Chasper Po. In: P. Wunderli, I. Werlen, M. Grünert (Hrsg.): Italica-Raetica-Gallica, Festschrift Ricarda Liver. Francke, Tübingen/Basel 2001, S. 99–114.
- Enger Rahmen, weites Feld. Probleme bündnerromanischer Literaturkritik. In: Quarto. 15/16, 2001, S. 23–29.
- «Troppo bello per il nostro paese». Parodie di testi poetici in Luigi Meneghello. In: Tra due mondi. Miscellanea di studi per Remo Fasani. Dadò, Locarno 2000, S. 353–376.
- Literarische Reaktionen auf puristischen Normdruck im Bündnerromanischen. In: A.-A. Dazzi Gross, L. Mondada (Hrsg.): Les langues minoritaires en contexte / Minderheitensprachen im Kontext. In: Bulletin suisse de linguistique appliquée. 69/1, 1999, S. 163–177.
- Der Laden und das Dorf. Zum ersten Kapitel von Cla Biert «La müdada» (1962). In: ASR. 112, 1999, S. 149–162.
- «Zu den Ziegen, pardon, zu den Zügen». Zu Sprachpolemik und Sprachspiel in Texten der italienisch- und romanischsprachigen Literatur der Schweiz. In: Text und Kritik. Sonderband IX, 1998, S. 75–90.
- Ün rebomb? Üna sumbriva? Problems da traducziun da lirica rumantscha. In: ASR. 110, 1997, S. 87–102.
- Boden und Topos: Stereotype des «Bodenmotiv» in der romanischen Literatur. In: P. Rieder (Hrsg.): Bodeneigentum und Landschaftsentwicklung. Forschungsstelle für Bündner Kultur, Chur 1997, S. 55–63.
- Spiegelungen der sprachlichen «Fremdheit» in der romanischen Literatur. In: C. Caduff (Hrsg.): Figuren des Fremden in der Schweizer Literatur. Limmat, Zürich 1997, S. 212–227.
- Der Komiker und die Puristen. Mehrsprachigkeit und Sprachzensur im Werk von Chasper Po (1856–1936). In: Versants. 27, n.s., 1995, S. 165–183.
- Autoglossa e autotraduzione. In: M. A. Terzoli (Hrsg.): Le lingue di Gadda. Atti del Convegno di Basilea 10–12 dicembre 1993. Roma/Salerno 1995, S. 307–334.
- Funzioni espressionistiche e plurilinguismo in «Italy» di Giovanni Pascoli. In: SIT! 3–4, 1995, S. 153–176.
- Funktionen transkodischer Markierungen in bündnerromanischen Texten. In: Babylonia. Numero speciale, Nr. 1–2 (Atti del II incontro di Ascona sul plurilinguismo Monte Verità, 26–28 agosto 1993). 1994, S. 56–67.
- Rivas e sumbrivas. Lyrik von Andri Peer auf deutsch und italienisch. In: QUARTO. 3. Oktober 1994, S. 54–57.
- Bündnerromanische Literatur. In: M. Gsteiger (Hrsg.): Das Bild der Stadt in den Literaturen der Schweiz. Peter Lang, Bern/Berlin 1994, S. 217–253.
- Gioco e satira: nota sull’opera di Giovanni Orelli / Spiel und Satire: Bemerkungen zum Werk Giovanni Orellis. In: QUARTO. 1. März 1993, S. 49–57.
- Novs möds da discours litterar: «La Jürada» da Jon Semadeni. In: ASR. 106, 1993, S. 225–236.
- Differentas metodas d’analisar in text litterar. In: G. Deplazes: Funtaunas IV, Litteratura contemporana. Lia Rumantscha, Chur 1993, S. 221–235.
- Critica litterara: ün pêr dumondas sur da sias pussibilitats e seis limits. In: Litteratura. 15/1, 1992, S. 125–140.
- «…il cartello col zu verkaufen». De la fonction des inserts en langue étrangère dans «Il giuoco del Monopoly» (1980) de Giovanni Orelli. In: Ecriture. 37, 1991, S. 118–130.
- Descripziun narratologica e valütaziun estetica. Ün pêr dumondas a proposit da «Il vischi alv sil laghet blau» da U. G. G. Derungs. In: Litteratura. 14, 1991, S. 227–248.
- Né sistema né periodico: appunti per la lettura di «Il sistema periodico» di Primo Levi. In: Esperienze letterarie. Anno XVI, Nr. 4, 1991, S. 65–81 (zusammen mit V. Gorgé).
- Zur deutschen Übersetzung von C. E. Gaddas «L’Adalgisa». In: Colloquium Helveticum. 14, 1991, S. 53–76.
- Tra connotazione e metalinguistica: la «funzione letteraria gaddiana». In: Autografo. 14, 1988, S. 37–73.

### Editionen
- Andri Peer, Essais, correspondenza e critica 1947–1994. In: Romanica Raetica. 19. SRR, Chur 2011 (zusammen mit Dumenic Andry, Renzo Caduff und Annetta Ganzoni).
- Lectüras da «La müdada» da Cla Biert. Verlag Bündner Monatsblatt, Chur (zusammen mit Annetta Ganzoni).
- Andri Peer, Poesias. Desertina, Chur 2003.
- Chasper Po, Rimas. UdG, Schlarigna 1996 (zusammen mit Göri Klainguti).